# Ave Maria, WAB 5
L’Ave Maria, WAB 5, est la première mise en musique de l'Ave Maria par Anton Bruckner.

## Histoire
Bruckner a composé cet Ave Maria, le 24 juillet 1856, cinq ans avant son célèbre Ave Maria, WAB 6, comme cadeau pour la fête du nom d'Ignaz Traumihler, le maître de chapelle de l'Abbaye de Saint-Florian. La première exécution a eu lieu le 7 octobre 1856 pour la Rosenkranzfest (Fête du Saint-Rosaire) à Saint Florian.
Le manuscrit original est perdu, mais la partition dédiée à Traumihler est conservée dans l'archive de l'Abbaye. Des copies sont également conservées à l'Abbaye de Kremsmünster et à l'Österreichische Nationalbibliothek. Le motet, qui a été édité d'abord par Johann Gross, Innsbruck en 1893, est édité dans le Volume XXI/19 de la Bruckner Gesamtausgabe.

## Musique
Le motet de 52 mesures en fa majeur est conçu pour chœur mixte, solistes soprano et alto, orgue et violoncelle (continuo).
Le motet commence avec un fugato en Andante, qui se termine à la mesure 8 par ce que Haas a appelé la Marien-Kadenz (cadence sur le mot "Maria"), que Bruckner rappellera ultérieurement dans le premier mouvement de la Symphonie d'études en fa mineur et l'Adagio de la Symphonie n ° 3,. À la mesure suivante, la soliste alto chante "gratia plena" et, à la mesure 13, la soliste soprano poursuit avec "benedicta tu". Durant les mesures 18-22, le partition passe en Adagio, durant lequel le chœur entonne trois fois "Jesus". Bruckner répétera ces trois fois "Jesus" dans ses deux mises en musique suivantes de l'Ave Maria (WAB 6 & 7).
La deuxième partie du motet est chantée en totalité par le chœur (mesures 23-52). La partition, qui repasse en Andante, commence par "Sancta Maria" chanté en canon et se termine avec le motif du début.

## Discographie
Le premier enregistrement l'Ave Maria (WAB 5) de Bruckner a été réalisé par Hubert Günther avec la Rheinische Singgemeinschaft vers 1976 (LP Grenat G 40 107). L'enregistrement de Farnberger avec les Sankt Florianer Sängerknaben, effectué dans l'abbaye de Saint-Florian, procure un parfum d'authenticité.
Une sélection parmi la dizaine d'enregistrements :
- Martin Flämig, Dresdner Kreuzchor, Ave Maria – Anton Bruckner: Geistliche Chöre-Motets (Capriccio 10 081, 1985)
- Joseph Pancik, Prager Kammerchor, Anton Bruckner: Motetten / Chorale-Messe (Orfeo C 327 951, 1993)
- Sigvards Kļava, chœur de la radio de Lettonie, Musica Sacra (Campion Records RRCD 1341, 1996) (OCLC 39217770)
- Franz Farnberger, Sankt Florianer Sängerknaben, Anton Bruckner in St. Florian – Requiem & Motetten (Studio SM D2639 SM 44, 1997)
- Dan-Olof Stenlund, Chœur de chambre de Malmö, Bruckner: Ausgewählte Werke (Malmö Kammarkör MKKCD 051, 2004)
- Petr Fiala, Chœur de la philharmonie tchèque, Anton Bruckner: Motets (OMD 322 1422-2, 2006)
- Erwin Ortner, Arnold Schoenberg Chor, Anton Bruckner: Tantum ergo (ASC Edition 3, édité par la chorale, 2008)

Les enregistrements sont la plupart du temps effectués sans violoncelle. La partition des solistes est parfois chantée par les voix correspondantes du chœur.

## Sources
- Max Auer, Anton Bruckner als Kirchenmusiker, G. Bosse, Ratisbonne, 1927
- Anton Bruckner - Sämtliche Werke, Band XXI: Kleine Kirchenmusikwerke, Musikwissenschaftlicher Verlag der Internationalen Bruckner-Gesellschaft, Hans Bauernfeind et Leopold Nowak (Éditeurs), Vienne, 1984/2001
- Cornelis van Zwol, Anton Bruckner 1824-1896 - Leven en werken, uitg. Thot, Bussum, Pays-Bas, 2012.  (ISBN 978-90-6868-590-9)